# Reflets en eau trouble
Pour les articles homonymes, voir Black Water.
Reflets en eau trouble (titre original : Black Water) est un roman court de Joyce Carol Oates, paru aux États-Unis en 1992 aux éditions E. P. Dutton.
En France, il est traduit par Hélène Prouteau et publié en 1993 aux Éditions Écriture.

## Résumé
Tiré d'un fait divers qui fit scandale aux États-Unis en 1969 (l’accident de Chappaquiddick, impliquant le sénateur démocrate Ted Kennedy), ce court roman décrit les instants entre la vie et la mort et toutes ces fameuses images qui passent dans la tête en attendant la fin. Une voiture file à toute allure sur une route poussiéreuse, à l'intérieur une jeune femme Kelly Kelleher et le sénateur Ted Kennedy. Soudain la voiture quitte la route et tombe dans un lac à l'eau noirâtre. Kelly se remémore sa vie, de son enfance jusqu'à sa rencontre avec le sénateur deux heures à peine avant de prendre la voiture.

## Éditions françaises
- Éditions Écriture, 1993
- Babel no 472, 2001